# Toute la vérité (film, 1931)
Pour plus de détails, voir Fiche technique et Distribution.
Toute la vérité (titre original : Come Clean) est un film américain réalisé par James W. Horne, sorti en 1931, mettant en scène Laurel et Hardy.

## Synopsis
Carton d'introduction : « Mr. Hardy holds that every husband should tell his wife the whole truth... Mr. Laurel is crazy too ! »
Mr et Mrs Hardy s'apprêtent à passer une soirée tranquille, tous les deux seuls, sans les Laurel pour les importuner. Mais voilà qu'on sonne à leur porte et c'est bien entendu eux.
Comme chaque fois qu'ils sont ensemble, les deux compères accumulent gaffes sur gaffes ce qui exaspèrent leurs épouses. Parce que Stanley désire à tout prix une glace au chocolat, les deux maris vont sortir en acheter. En revenant de chez le glacier ils font une étrange rencontre. Une femme se jette du haut d'un pont et voilà tant bien que mal nos amis transformés en héros. Mais une fois repêchée, l'ingrate les fait chanter et les suit chez eux où ils tentent de dissimuler sa présence à leurs épouses...

## Fiche technique
- Titre original : Come Clean
- Titre français : Toute la vérité
- Réalisation : James W. Horne
- Scénario : H. M. Walker (dialogues)
- Photographie : Art Lloyd
- Montage : Richard C. Currier
- Ingénieur du son : Elmer Raguse
- Producteur : Hal Roach
- Société de production : Hal Roach Studios
- Société de distribution : Metro-Goldwyn-Mayer
- Pays de production :  États-Unis
- Langue : anglais
- Format : Noir et blanc - 1,20:1 - 35 mm - son mono (Western Electric Sound System) - procédé cinématographique : sphérique
- Genre : comédie
- Longueur : deux bobines, 570 mètres (États-Unis et Royaume-Uni)
- Durée : 20 minutes
- Date de mise en production : mai 1930
- Date de sortie : 
  - États-Unis : 19 septembre 1931

## Distribution
Source principale de la distribution :
- Stan Laurel : Stan
- Oliver Hardy : Ollie
- Mae Busch : Kate, la fugitive
- Gertrude Astor : Mrs. Hardy
- Linda Loredo : Mrs. Laurel

Reste de la distribution non créditée :
- Eddie Baker : l'inspecteur de police
- Gordon Douglas : le réceptionniste (concierge)[3]
- Charlie Hall : le préposé aux glaces
- Tiny Sandford : le portier de l'immeuble

## Autour du film
Le film débute comme Un homme à boue (Should Married Men Go Home?), Mr. et Mrs. Hardy aspirent à un peu d'intimité que vient gâcher Laurel (ici, il est accompagné de sa femme). C'est ainsi le même gag qui est exploité à nouveau : comme la porte reste close lorsqu'il sonne à leur porte, Stan écrit un petit mot qu'il glisse en dessous. Hardy s'en saisit beaucoup trop tôt et voyant le bout de papier disparaître, Stan sait qu'il y a quelqu'un et insiste. Hardy se rendant compte trop tard de sa méprise glisse à nouveau le papier en sens inverse, persuadé qu'il va pouvoir faire comme si de rien n'était alors que le retour du message n'est que la confirmation de sa présence.